# Immxrtalisatixn
Immxrtalisatixn (читается как Immortalisation; стилизовано под маюскул) — восьмой студийный альбом британского рэпера Scarlxrd. Он был выпущен 4 октября 2019 на лейблах Island Records и Lxrd Records.

## Thrxwaways As Prxmised
Thrxwaways As Prxmised (читается как Throwaways As Promised; стилизовано под маюскул) — дебютный мини-альбом британского рэпера Scarlxrd. Он был выпущен 4 октября 2019 года. В него вошли невыпущенные песни с IMMXRTALISATIXN. Мини-альбом был выпущен эксклюзивно на Soundcloud.

### Список композиций
| №                   | Название               | Длительность |
| ------------------- | ---------------------- | ------------ |
| 1.                  | «THEY LIE.(finished)»  | 2:31         |
| 2.                  | «I CANT FAIL’ mix4»    | 2:43         |
| 3.                  | «JARHEAD:://.(16bit)»  | 3:20         |
| 4.                  | «YXURE MESSY::(DONE)2» | 3:02         |
| 5.                  | «CHXKING.3//»          | 2:26         |
| 6.                  | «RESET(24bit)»         | 2:01         |
| 7.                  | «I DX (mix 2)»         | 2:01         |
| 8.                  | «WHY TRYmix1.mp3»      | 2:42         |
| Общая длительность: | Общая длительность:    | 29:24        |

## Синглы
Ведущий сингл альбома «GXING THE DISTANCE» был выпущен вместе с видеоклипом 13 июня 2019. По состоянию на июль 2020 клип на сингл имеет 3,2 миллиона просмотров.
4 июля 2019 был выпущен второй сингл альбома «ASK». Музыкальное видео для песни было выпущено в тот же день и по состоянию на июль 2020 имеет миллион просмотров.
Третий сингл альбома «UP. UP. UP.» был выпущен вместе с видеоклипом 8 августа 2019. В этой песне Scarlxrd рассказывает о своей карьере, о том, как она изменилась, как становилась лучше с годами. По состоянию на июль 2020, видеоклип имеет 3,7 миллиона просмотров.
20 августа 2019 был выпущен четвёртый сингл альбома «BACKWARDS». Клип на песню был выпущен 5 сентября 2019 и по состоянию на июль 2020 имеет 1,9 миллиона просмотров.

## Оценки
| Оценки критиков   | Оценки критиков |
| Источник          | Оценка          |
| ----------------- | --------------- |
| Album of the Year | 53/100          |
| Kerrang           | 3/5             |
| Gigwise           | 6/10            |
| AllMusic          | 2.5/5           |
| Dork              | 2/5             |

Альбом был встречен смешанными отзывами.
В Kerrang отметили, что «немногие песни выходят за рамки трёх минут, никогда не давая энергии упасть, хватая как можно больше, прежде чем перейти к следующему звуковому нападению. Это вид исполнителя, который отказывается сидеть неподвижно и застаиваться, постоянно прыгая от идеи к идее, но в формате альбома эти короткие песни могут начать становиться неразличимыми, и первоначальный выброс адреналина сменяется апатией».

## Список композиций
По данным Tidal.
| №                   | Название                  | Автор(ы)                                                | Продюсер            | Длительность |
| ------------------- | ------------------------- | ------------------------------------------------------- | ------------------- | ------------ |
| 1.                  | «XMG»                     | Мариус Листроп                                          | Nuixge              | 2:47         |
| 2.                  | «UP. UP. UP.»             | Мариус Листроп                                          | DJ YUNG VAMP        | 2:55         |
| 3.                  | «MXONDAY MXRNING»         | Мариус Листроп                                          | Nuixge              | 2:31         |
| 4.                  | «GXING THE DISTANCE»      | Мариус Листроп                                          | Muppy JVCXB         | 2:25         |
| 5.                  | «ASK»                     | Уильям «Микки» Стивенсон Айви Джо Хантер Мариус Листроп | Scarlxrd            | 3:47         |
| 6.                  | «0007»                    | Мариус Листроп                                          | DJ YUNG VAMP        | 2:15         |
| 7.                  | «NIKEFACE»                | Мариус Листроп                                          | Muppy               | 3:17         |
| 8.                  | «WINNING»                 | Мариус Листроп                                          | Djkhaledsson Nuixge | 3:01         |
| 9.                  | «NX LXVE»                 | Мариус Листроп                                          | DJ YUNG VAMP        | 3:17         |
| 10.                 | «BEASTMXDE»               | Мариус Листроп                                          | Night Grind         | 2:31         |
| 11.                 | «KILL CXNFIRMED.»         | Мариус Листроп                                          | COSMIC Night Grind  | 3:24         |
| 12.                 | «STEALTH»                 | Мариус Листроп                                          | Nuixge              | 2:47         |
| 13.                 | «GXLD»                    | Мариус Листроп                                          | KÜBE                | 3:19         |
| 14.                 | «PRXBLEMATIC»             | Мариус Листроп                                          | KÜBE                | 2:36         |
| 15.                 | «EGX DEATH!»              | Мариус Листроп                                          | KÜBE                | 2:53         |
| 16.                 | «LXWKEY»                  | Мариус Листроп                                          | Muppy               | 3:42         |
| 17.                 | «PRXSPER»                 | Мариус Листроп                                          | Donuts Bēkon        | 3:38         |
| 18.                 | «I WANT 1 BILLIXN PXUNDS» | Мариус Листроп                                          | Nuixge              | 2:46         |
| 19.                 | «NXT MY BUSINESS»         | Мариус Листроп                                          | Nuixge              | 2:46         |
| 20.                 | «BACKWARDS»               | Мариус Листроп                                          | Muppy               | 2:07         |
| 21.                 | «RUTHLESS»                | Мариус Листроп                                          | Nuixge              | 2:28         |
| 22.                 | «HXUSE XF LXRDS»          | Мариус Листроп                                          | TrapBlu             | 2:25         |
| 23.                 | «I DXNT NEED TX KNXW»     | Мариус Листроп                                          | Muppy               | 2:06         |
| 24.                 | «SEARCH & DESTRXY»        | Мариус Листроп                                          | Muppy               | 2:22         |
| Общая длительность: | Общая длительность:       | Общая длительность:                                     | Общая длительность: | 60:08        |

## История релиза
| Страна | Дата           | Формат                              | Лейбл                       | Прим.  |
| ------ | -------------- | ----------------------------------- | --------------------------- | ------ |
| Мир    | 4 октября 2019 | Цифровая загрузка стриминг винил CD | Island Records Lxrd Records | [ 17 ] |